# Marco Biassoni
Marco Biassoni (Genova, 5 luglio 1930 – Milano, 12 agosto 2002) è stato un disegnatore, umorista e regista italiano.

## Biografia
Figura storica di illustratore e cartoonist della pubblicità italiana, si appassionò di grafica in giovane età fondando a Genova lo Studio Firma. Iniziò ad operare nel campo pubblicitario in società con Luzzati, Bernazzoli, Costantini, Piombio e Veruggio acquisendo come clienti dello studio importanti aziende degli anni sessanta: fra le altre, l'Ilva-Italsider, la Esso e la Shell.
Come pubblicitario Biassoni si caratterizza subito per la ricerca di nuove strategie e messaggi mettendo in risalto il segno grafico e l'ironia e l'importanza dello humour che rimarrà una costante delle sue opere.
Fino dagli anni cinquanta aveva iniziato ad interessarsi all'arte cinematografica e teatrale nonché all'animazione e al disegno a fumetti, appassionandosi in particolare a quest'ultima forma espressiva. Il suo primo personaggio a fumetti, Lingottino, aveva visto la luce nel 1959.
Nel 1961 Biassoni si trasferisce a Milano; accanto al lavoro di grafico acquisisce importanza la sua passione per i fumetti che lo porta al quotidiano Il Giorno per il quale realizza il personaggio a fumetti del "Prode Anselmo", a cui pochi anni dopo si aggiungerà Cia Cia Pascià.
Tra le sue creazioni come pubblicitario risale (1964) l'elefantino disegnato per la Total S.A..
Si occupa anche di pubblicità televisiva, sia come regista sia come produttore: tra le aziende che gli affidano le campagne pubblicitarie vi sono Barilla, Perugina, Knorr, ancora Total e Shell, Bertolli, Vov-Pezziol, Cynar, J&B.
Tra i suoi carosello il più noto è senza dubbio il Re Artù creato per una campagna della Pavesi durata dal 1964 al 1975 e che era accompagnato dallo slogan: Arriva Lancillotto, succede un 48....
Biassoni ha pubblicato negli Stati Uniti Il piccolo cavaliere (Stephen Greene Press, 1968) e, in Italia, Una donna chiamata Libertà (Feltrinelli, 1969), "Sen-fonia" (Aprile Editore, 1970), Ossesso (Heine Verlag, 1972) e Al Castel di Camelotto (Mondadori, 1976), che raccoglie le storie di Lancillotto e dei Cavalieri della Tavola Rotonda. Ha collaborato anche al Corriere dei Piccoli pubblicando anche su questo giornale per ragazzi il suo Re Artù nato per la pubblicità.
Autore della campagna della Lega italiana per la lotta ai tumori per la lotta al fumo, ha esposto i suoi lavori in varie mostre umoristiche italiane e straniere tra cui il Salone Internazionale dell'Umorismo di Bordighera e le rassegne specializzate tenute a Dolo, Marostica, Fano, Tolentino, Jonzac, Amsterdam. Fra i riconoscimenti ottenuti figura il "Silver Price" all'International Cartoon Exhibition di Kyōto (1997).
La parte finale della sua carriera lo ha visto attivo come illustratore per varie riviste, tra le quali Tuttoturismo, Gente Money, TV Sorrisi e Canzoni e per le campagne pubblicitarie di Toro Assicurazioni, Shell, Milano & Grey, Knorr, Hewlett Packard, senza tuttavia trascurare la passione per le illustrazioni destinate ai più piccol.
Nel 1998, su invito di Carlo Squillante ha aderito - insieme alla moglie Franca e ad altri famosi Autori di umorismo e Arte Leggera, fra i quali Marilena Nardi, Osvaldo Cavandoli, Silver, Athos Careghi, Carlo Peroni, Nedo Zanotti, Antonio Terenghi, José Munoz, Franco Bruna, Aldo Bortolotti, Dino Aloi, Gianni Chiostri, Achille Superbi, Ernesto Cattoni, Emilio Isca, Milko Dalla Battista, Gianni Carino, Giancarlo Mangini, Paolo Dalponte, Danilo Paparelli, Pietro Francioso, Claudio Mellana, Riccardo Bernardi, Dario Mairano, Giuseppe Festino - all'ANU, Associazione Nazionale Umoristi, virtuale e virtuosa. A partire da due anni dopo, ha partecipato al FestiValtravaglia dell'Arte Leggera di Porto Valtravaglia, sul Lago Maggiore, evento istituzionale dell'ANU. Così come ha partecipato a tanti altri eventi di Umorismo e Arte Leggera organizzati o promossi o patrocinati dall'ANU, fra i quali, nel 2000, il "Bestiario di Leonardo da Vinci" presso il Museo della Scienza e della Tecnologia di Milano, per il quale, con Dario Fo e Franca Rame, ha fatto parte della Giuria di un premio collegato per giovani umoristi dilettanti.
Nel 1998 è stato pubblicato il primo di una serie di suoi libri per bambini: Re Rirò nel paese di Nonso (Giunti Editore).
Nel 2002, a Genova, con gli ex-colleghi ha dato vita ad una mostra retrospettiva sull'attività dello Studio Firma. Nell'autunno di quell'anno Biassoni è morto a poche settimane dalla scomparsa della moglie Franca.
Nel febbraio 2003 si è svolta a Milano una mostra intitolata "Omaggio a Biassoni" che ha reso omaggio alla lunga e prolifica carriera dell'artista.
Su iniziativa di Carlo Squillante e Vittorio Pizzolato, dal 2004 il Premio principale dell'evento a cadenza annuale Humour a Gallarate, patrocinato dall'ANU, è stato intitolato "Grand Prix Marco Biassoni".